# Frederic Henri Louis van Swieten

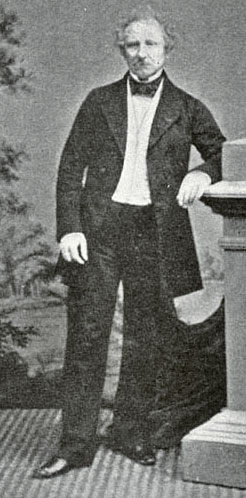
Frederic Henri Louis van Swieten (ca. 1813-1905)

Frederic Henri Louis van Swieten (ca. 1813 – Delft, 1 maart 1905) was een Nederlandse militair en filantroop.
Van Swieten was een zoon van de militair Johannes van Swieten en van Louise Jeanne Brodier. Hij was de broer van generaal Jan van Swieten. Net als zijn vader koos Van Swieten voor een militaire loopbaan. Hij was sergeant bij de cavalerie tijdens de Tiendaagse Veldtocht in 1831. Hij maakte carrière in het leger en bereikte de rang van majoor. Hij was jarenlang ordonnansofficier van koning Willem III. Van Swieten was ridder in de Orde van de Eikenkroon en drager van het Metalen Kruis.
Van Swieten trouwde met Anna Elisabeth Groesbeek. Hun zoon Gerard Adriaan overleed in 1881 op 20-jarige leeftijd in Den Haag. Van Swieten was toen reeds weduwnaar en bepaalde dat zijn vermogen bij leven geschonken zou worden aan de Maatschappij van Weldadigheid. Hij verbond als voorwaarde aan zijn schenking dat de tuinbouwschool, die met dit kapitaal zou worden gesticht, de naam kreeg van zijn enige en jong overleden zoon. In 1884 werd in Frederiksoord de Gerard Adriaan van Swieten Tuinbouwschool opgericht. Deze school is sinds 1994 onderdeel van het AOC Terra (in Groningen, Friesland en Drenthe). De schoolgebouwen in Frederiksoord hebben een andere bestemming gekregen. Het tuinbouwonderwijs is ondergebracht in de locatie Meppel.
Van Swieten overleed in 1905 in Delft op 92-jarige leeftijd. Hij werd op 4 maart 1905 begraven in Zaltbommel. Bij zijn begrafenis sprak de toenmalige directeur van de Maatschappij van Weldadigheid, Job van der Have, een herdenkingsrede uit. Nog geen maand later, op 2 april 1905, overleed ook Van der Have te Frederiksoord.